# Caesarea
Caesarea (tiếng Hebrew: קֵיסָרְיָה; tiếng Ả Rập: قيسارية, Kaysaria; tiếng Hy Lạp: Καισάρεια) là một thị trấn ở Israel nằm giữa đường từ Tel Aviv và Haifa (45 km), trên bờ biển Địa Trung Hải của Israel ở gần thành phố Hadera. Thị trấn được xây dựng bởi Herod Vĩ đại khoảng năm 25-13 TCN làm thành phố cảng Caesarea Maritima. Dân số Caesarea hiện đại vào năm 2007 là 4.500 người. Đây là địa phương Israel được quản lý bởi một tổ chức tư nhân, Công ty Cổ phần Phát triển Caesarea, và cũng là một trong những địa phương đông dân nhất không được công nhận như là một hội đồng địa phương. Nơi này thuộc thẩm quyền của Hội đồng khu vực HaCarmel Hof.